# Kounina
Kounina  este un oraș în Grecia în prefectura Ahaia.